# Arthur Hiller
Arthur Hiller (Edmonton, 22 novembre 1923 – Los Angeles, 17 agosto 2016) è stato un regista canadese naturalizzato statunitense.

## Biografia
Candidato al premio Oscar al miglior regista nel 1971 per la regia di Love Story, rimasto il suo film più celebre, tra il 1993 ed il 1997 è stato il presidente dell'Academy of Motion Picture Arts and Sciences.

## Filmografia

### Cinema
- The Careless Years (1957)
- L'ultimo treno da Vienna (Miracle of the White Stallions) (1963)
- Letti separati (The Whealer Dealers) (1963)
- Tempo di guerra, tempo d'amore (The Americanization of Emily) (1964)
- Spogliarello per una vedova (Promise Her Anything) (1965)
- Penelope, la magnifica ladra (Penelope) (1966)
- Tobruk (Tobruk) (1967)
- The Tiger Makes Out (1967)
- Papà... abbaia piano! (Popi) (1969)
- Un provinciale a New York (The Out-of-Towers) (1970)
- Love Story (Love Story) (1970)
- Appartamento al Plaza (Plaza Suite) (1971)
- Anche i dottori ce l'hanno (The Hospital) (1971)
- L'uomo della Mancha (Man of La Mancha) (1972)
- The Crazy World of Julius Vrooder (1974)
- The Man in the Glass Booth (1975)
- W.C. Fields and Me (1976)
- Wagons-lits con omicidi (Silver Streak) (1976)
- Una strana coppia di suoceri (The In-Laws) (1979)
- Le ali della notte (Nightwing) (1979)
- Making Love (1982)
- Papà, sei una frana (Author! Author! ) (1982)
- Scherzi di cuore (Romantic Comedy) (1983)
- Anime gemelle (The Lonely Guy) (1984)
- Teachers (1984)
- Una fortuna sfacciata (Outrageus Fortune) (1987)
- Non guardarmi: non ti sento (See no Evil, Hear no Evil) (1989)
- Filofax - Un'agenda che vale un tesoro (Taking Care of Business) (1990)
- Di coppia in coppia (Married to It) (1991)
- The Babe - La leggenda (The Babe) (1992)
- A spasso col rapinatore (Carpool) (1996)
- Hollywood brucia (An Alan Smithee Film: Burn Hollywood Burn) (1997) - firmato con lo pseudonimo Alan Smithee
- Pucked (2006)

### Televisione
- Matinee Theatre – serie TV, 6 episodi (1955-1956)
- Massacre at Sand Creek – film TV (1956)
- The Ford Television Theatre – serie TV, 4 episodi (1956-1957)
- I racconti del West (Zane Grey Theater) – serie TV, 2 episodi (1957)
- Playhouse 90 – serie TV, 6 episodi (1956-1958)
- Climax! – serie TV, 4 episodi (1957-1958)
- Telephone Time – serie TV, 4 episodi (1957-1958)
- Suspicion – serie TV, 1 episodio (1958)
- Westinghouse Desilu Playhouse – serie TV, 1 episodio (1958)
- Steve Canyon – serie TV, 1 episodio (1958)
- Schlitz Playhouse of Stars – serie TV, 2 episodi (1958)
- Carovane verso il west (Wagon Train) – serie TV, 1 episodio (1959)
- The Third Man – serie TV, 7 episodi (1959)
- Goodyear Theatre – serie TV, 4 episodi (1958-1959)
- Hotel de Paree – serie TV, 1 episodi (1960)
- Perry Mason – serie TV, 4 episodi (1958-1960)
- The Barbara Stanwyck Show – serie TV (1960)
- Thriller – serie TV, 3 episodi (1960)
- Gunsmoke – serie TV, 9 episodi (1959-1960)
- The Rifleman – serie TV, 4 episodi (1958-1960)
- The DuPont Show with June Allyson – serie TV, 3 episodi (1960)
- Shirley Temple's Storybook – serie TV, 1 episodio (1960)
- Hong Kong – serie TV, 1 episodio (1961)
- Alfred Hitchcock presenta (Alfred Hitchcock presents) – serie TV, 17 episodi (1958-1961)
- The Dick Powell Show – serie TV, 1 episodio (1961)
- La città in controluce (Naked City) – serie TV, 5 episodi (1961)
- Bus Stop – serie TV, 2 episodi (1961)
- Detectives – serie TV, 5 episodi (1959-1962)
- Route 66 – serie TV, 12 episodi (1960-1962)
- Ben Casey – serie TV, 3 episodi (1962)
- Corruptors – serie TV, 2 episodi (1962)
- Inside Danny Baker – film TV (1963)
- I'm Dickens, He's Fenster – serie TV, 4 episodi (1962-1963)
- The Greatest Show on Earth – serie TV, 1 episodio (1963)
- Empire – serie TV, 2 episodi (1962-1963)
- La famiglia Addams (The Addams Family) – serie TV, 1 episodio (1964)
- Starr, First Baseman – film TV (1965)
- Disneyland – serie TV, 2 episodi (1965)
- Insight – serie TV, 3 episodi (1964-1974)